# Horst Kohl
Horst Kohl, född 19 maj 1855 i Waldheim, Sachsen, död 3 maj 1917 i Leipzig, var en tysk historiker.
Kohl var från 1878 verksam som först elementar-, sedan gymnasielärare i Chemnitz och Leipzig. Han är mest bekant genom sina omfattande bidrag till Otto von Bismarcks historia. Bland dessa märkas flera samlingar av Bismarcks brev (till kejsar Vilhelm 1852-87, till general Ludwig Friedrich Leopold von Gerlach och andra), det stora arbetet "Die politischen Reden des Fürsten Bismarck" (14 band, 1892-94; band 2 i ny upplaga 1903), en "Bismarck-Jahrbuch" i sex band (1894-99) samt vidare Fürst Bismarck. Regesten zu einer wissenschaftlichen Biographie des ersten deutschen Reichskanzlers (två band, 1891-92), "Bismarck-Gedichte des Kladderadatsch" (1894) och Wegweiser durch Bismarcks Gedanken und Erinnerungen (1899).